# 長尾魮
長尾魮（学名：Barbus cercops）為輻鰭魚綱鯉形目鯉科的其中一個種。分布於非洲肯亞尼安薩省及盧安達淡水流域，本魚背鰭的最後不分枝鰭條約略柔韌有彈性而且沒有在後部的小齒狀突起，體褐色或銀色，在側面上的3個小黑色的斑點，背鰭軟條9枚；臀鰭軟條6至7枚，體長可達7公分。

## 扩展阅读
維基物種上的相關：長尾魮